# Dragan Gošić
Dragan Gošić (n. 10 iunie 1981, Iugoslavia) este un fotbalist sârb care în prezent este liber de contract. De-a lungul carierei a evoluat la BSK Borča, FK Laktaši, FC Kairat Almatî, Szolnoki MÁV FC dar și la Farul Constanța.